# مشروع وديان الرياض
مدينة الوديان وجهة ترفيهية ومشروع عقاري متعدد الاستخدامات وأحد المشاريع الكبرى التابعة للشركة العقارية السعودية، يجسد مشروع الوديان تطلعات التحول الوطني التي تسعى المملكة لتحقيقه وأول مشروع يدمج ما بين مبادئ التحول التي تضمنتها رؤية 2030، ومفهوم نمط الحياة الصحية التي يتم بناؤها.

## نبذة
يمتد مشروع الوديان على مساحة سبعة ملايين متر مربع في الشمال الغربي لمدينة الرياض، وقد انطلقت أعمال الإنشاء في مدينة الوديان التي ستكون أول مشروع عقاري خاص في المملكة العربية السعودية 

## تاريخ
- تم العمل بشكل فعلي على المشروع عام 2017.[3]
- تم الإعلان عن تاريخ إطلاقه نهاية عام 2018.[3]
- من المقرر أن يكتمل المشروع ويتم افتتاحه بحلول عام 2024.[3]

## أهداف المشروع
- خفض نسبة استهلاك الطاقة 40%.
- خفض نسبة استهلال المياه 35%.
- توفير أكثر من 2000 فرصة عمل

## حقائق
سيضم المشروع حديقة مركزية على مساحة تقترب من نصف المليون متر مربع وتشكل القلب النابض للمشروع.
- يمتد المشروع على مساحة تبلغ سبعة ملايين متر مربع.